# Jagdstaffel 74
La Jagdstaffel 74 (in tedesco: Königlich Preußische Jagdstaffel Nr 74, abbreviato in Jasta 74) era una squadriglia (staffel) da caccia della componente aerea del Deutsches Heer, l'esercito dell'Impero tedesco, durante la prima guerra mondiale (1914-1918).

## Storia
La Jagdstaffel 74 venne formata il 16 febbraio 1918 presso il Fliegerersatz-Abteilung n. 1 di Altenberg. La nuova squadriglia divenne operativa il 25 febbraio e l'8 marzo venne posta a supporto della 1ª Armata. Il 3 aprile 1918 la squadriglia subì la perdita del primo pilota.
Tranne che per un breve periodo di assenza per essere stato ferito in azione, Theodor Camman fu l'unico Staffelführer (comandante) della Jagdstaffel 74.
Alla fine della prima guerra mondiale alla Jagdstaffel 74 vennero accreditate 22 vittorie aeree. Di contro, la Jasta 74 perse un pilota, uno fu ferito in azione ed uno fatto prigioniero di guerra.

## Lista dei comandanti della Jagdstaffel 74
Di seguito vengono riportati i nomi dei piloti che si succedettero al comando della Jagdstaffel 74.
| Grado    | Nome           | Periodo                           |
| -------- | -------------- | --------------------------------- |
|          | Theodor Camman | 16 febbraio 1918 – 22 agosto 1918 |
| Leutnant | Neumann        | 22 agosto 1918 - 1 ottobre 1918   |
|          | Theodor Camman | 1 ottobre 1918 – 11 novembre 1918 |

## Lista delle basi utilizzate dalla Jagdstaffel 74
- Bergnicourt, Francia: 8 marzo 1918
- Saint-Loup, Francia: 28 marzo 1918
- Prentin: 15 settembre 1918 - 11 novembre 1918

## Lista degli assi che hanno prestato servizio nella Jagdstaffel 74
Di seguito vengono elencati i nomi dei piloti che hanno prestato servizio nella Jagdstaffel 74 con il numero di vittorie conseguite durante il servizio nella squadriglia e riportando tra parentesi il numero di vittorie aeree totali conseguite.
| Asso          | Vittorie |
| ------------- | -------- |
| Alfons Nagler | 1 (10)   |